# Yarımca (Darende)

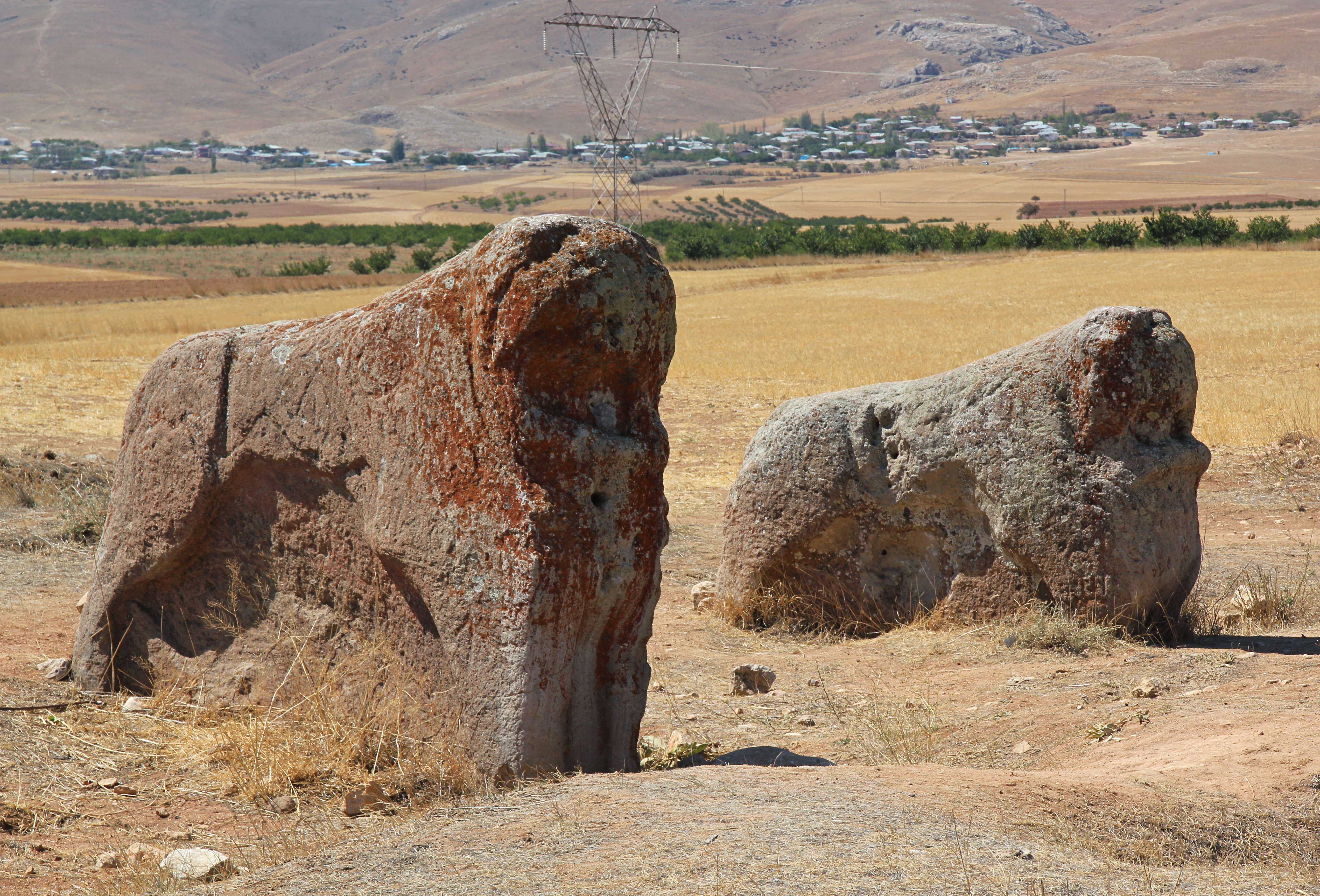
Arslantaş

Yarımca ist ein ehemaliges Dorf und heute ein Ortsteil der Kreisstadt im Landkreis Darende der türkischen Provinz Malatya. Es liegt in einer Hochebene etwa 15 Kilometer südwestlich von Darende und 90 Kilometer westlich der Provinzhauptstadt Malatya. Der Ort hat keine Schule und ist weder an Wasser noch an die Kanalisation angeschlossen.
Etwa vier Kilometer nordwestlich des Ortes stehen in freiem Feld die beiden späthethitischen Löwenskulpturen namens Arslantaş.